# Johnny The Horse
"Johnny The Horse" är en låt av det brittiska ska/popbandet Madness. Den skrevs av andresångaren och trumpetaren Carl Smyth (Chas Smash).
"Johnny The Horse" skrevs efter att en uteliggare, som kallades för "Johnny The Horse", blivit sparkad till döds i närheten av Smyth's hem. Den slutar med "Johnny The Horse was kicked to death, he died for entertainment".
"Johnny The Horse" blev en besvikelse för Madness, den nådde bara en fyrtiofjärde (44) plats på englandslistan, och stannade på den i två veckor. Den finns med på albumet Wonderful.

## Låtlista
CD (version 1)
1. "Johnny The Horse" (Carl Smyth) – 3:19
2. "You're Wonderful" (remix) (Smyth) – 3:40
3. "Johnny The Horse" (video)

CD (version 2)
1. "Johnny The Horse" (Smyth) – 3:19
2. "I Was The One" (Michael Barson) – 3:07
3. "Dreaming Man" (Smyth, Christopher Foreman) – 3:07